# Paul Dodge
Pour les articles homonymes, voir Dodge (homonymie).
Pas d'image ? Cliquez ici

a Compétitions nationales et continentales officielles uniquement.

b Matchs officiels uniquement.
Paul Dodge, né Paul William Dodge le 26 février 1958 à Leicester, est un joueur de rugby à XV, évoluant au poste de centre, au club des Leicester Tigers et avec le XV de la Rose à 32 reprises entre 1978 et 1985.
C'est à peine âgé de 17 ans qu'il a débuté au sein de l'équipe première des Leicester Tigers, et que seulement deux ans plus tard il fut sélectionné en Équipe d'Angleterre de rugby à XV. Avec Clive Woodward, il forma une paire de centres qui évolua pour les Tigers, l'Angleterre et les Lions lors de la tournée en Afrique du Sud en 1980.
Il figure parmi les anciens joueurs du club qui ont été désignés pour être inscrits au Leicester Tigers Walk of Legend: Dusty Hare, Clive Woodward, Rory Underwood, John Duggan, Bleddyn Jones (son beau-frère), Martin Johnson, Peter Wheeler, et quelques autres...
Ses deux fils ont débuté dans les équipes de jeunes de Leicester. L'aîné Alex (Alexander) a joué comme centre (13) et a intégré l'équipe première de Leicester lors de la saison 2005-2006. Le cadet Oliver (Ollie) après avoir notamment fait partie de l'équipe nationale anglaise des moins de vingt ans, joue au poste de centre depuis 2008 au sein de l'équipe des Bedford Blues, club de la deuxième division du championnat d'Angleterre (RFU Championship).

## Palmarès

### Avec l'Angleterre
- 32 sélections avec l'équipe d'Angleterre
- 8 fois capitaine
- 15 points (1 essai, 1 transformation, 3 pénalités)
- Sélections par année : 4 en 1978, 4 en 1979, 2 en 1980, 6 en 1981, 4 en 1982, 5 en 1983, 7 en 1985.
- Tournois des Cinq Nations disputés : 1978, 1980, 1981, 1982, 1983 et 1985.

- Vainqueur du tournoi 1980 (Grand Chelem).

### Avec lesLions britanniques
- 2 sélections avec les Lions britanniques
- Sélections par année : 2 en 1980 ( Afrique du Sud)